# Coltricia pyrophila
Coltricia pyrophila är en svampart som först beskrevs av Elsie Maud Wakefield, och fick sitt nu gällande namn av Leif Ryvarden 1972. Coltricia pyrophila ingår i släktet Coltricia och familjen Hymenochaetaceae.   Inga underarter finns listade i Catalogue of Life.